# جنیفر موریسون
جنیفر ماری موریسون (به انگلیسی: Jennifer Marie Morrison) (زاده ۱۲ آوریل ۱۹۷۹ در شیکاگو، ایلنویز) مانکن، تهیه‌کننده فیلم و بازیگر حرفه‌ای آمریکایی است که بیشتر وی را با بازی در در سریال دکتر هاوس و سریال روزی روزگاری می‌شناسند.

## دوران اولیه
موریسون در شیکاگو، ایلینویز زاده شد و در آرلینگتون هایتز، ایلینویز بزرگ شد. پدرش دیوید ال موریسون یک معلم موسیقی و در سال ۲۰۰۳ بهترین معلم در شورای آموزشی ایالت ایلینویز شد. مادرش جودی موریسون نیز یک معلم بود. جنیفر یک برادر کوچکتر به نام دنیل دارد که مدیر گروه موسیقی دبیرستان است و یک خواهر کوچکتر به نام جولیا دارد که خواننده، ترانه‌سرا است.
جنیفر موریسون در مدرسه میانه جنوبی تحصیل کرد و سپس در سال ۱۹۹۷ از دبیرستان Prospect (جایی که والدینش در آن کار می‌کردند) فارغ‌التحصیل شد. او با یان برنان نویسنده هم دوست بود.
جنیفر نوازنده کلارینت All-State در گروه راهپیمایی مدرسه بود، در گروه کر آواز می‌خواند، و در تیم Pep Pep مدرسه تشویق کننده بود. او در دانشگاه لویولا شیکاگو حضور یافت، ودر سال ۲۰۰۰ در رشته تئاتر فارغ‌التحصیل شد. او قبل از رفتن به لس آنجلس، کالیفرنیا، در شرکت تئاتر استپن گرگ تحصیل کرد تا حرفه ای بازیگری را دنبال کند.

## زندگی حرفه ای
1990s

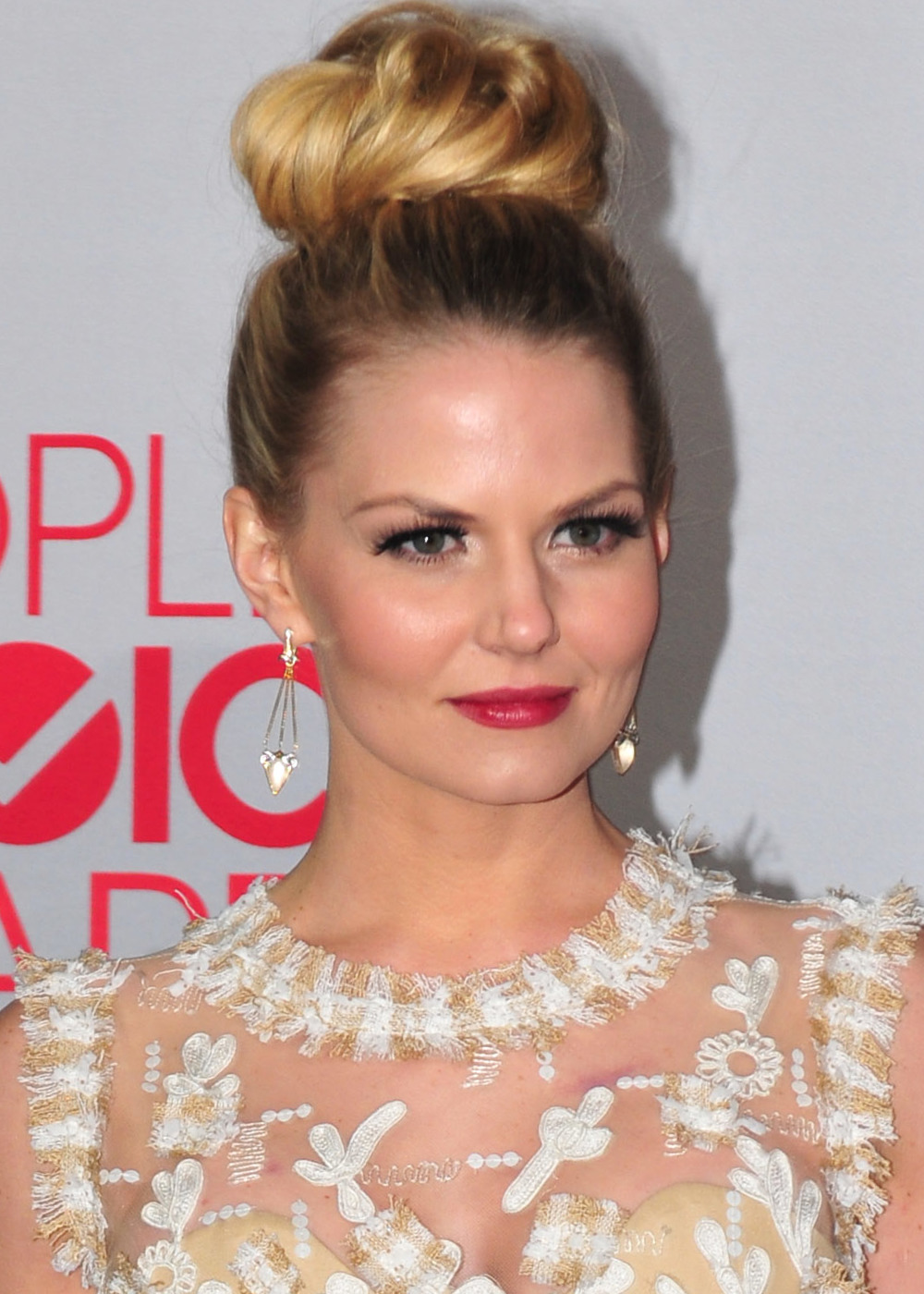
جنیفر موریسون روی فرش قرمز سی و هشتمین مراسم جوایز انتخاب مردم در ۱۱ ژانویه ۲۰۱۲. تئاتر نوکیا در لس آنجلس، کالیفرنیا.

موریسون کار خود را به عنوان یک الگوی کودک شروع کرد و در تبلیغات چاپی برای JCPenney و Montgomery Ward و تبلیغات برای رایس Krispies و Mondo ظاهر شد. وی در مه ۱۹۹۲ با جلد Sports Illustrated for Kids با ستاره بسکتبال، مایکل جردن، نمایش داده شد. موریسون اولین فیلم سینمایی خود را در سن ۱۴ سالگی در فیلم تقاطع (۱۹۹۴) بازی کرد و بعداً به عنوان سامانتا در Stir of Echoes ظاهر شد.
2000s
اولین نقش اصلی موریسون در فیلم 2000 Urban Legends: Final Cut دیده شد و او از آن زمان در فیلم‌هایی از جمله(Grind(2003
(Surviving Christmas (2004 و
(Mr. & mrs Smith (2005حضور پیدا کرد.
در سال ۲۰۰۴، موریسون نقش ایمونولوژیست دکتر آلیسون کامرون را در سریال هاوس به دست آورد. او این نقش را برای شش فصل اول نمایش، از سال ۲۰۰۴ تا ۲۰۰۹ بازی کرده‌است. در سال ۲۰۰۹ در قسمت «کار گروهی» از سریال رفت، اما در قسمت ۲۰۱۰ «قفل کردن» بازگشت تا پایان داستان کامرون را به ما نشان دهد. موریسون در سال ۲۰۱۲ به فینال سریال با عنوان «همه می‌میرد» بازگشت.
در سال ۲۰۰۶، موریسون فیلم مستقل شکوفا را تولید کرد و در آن بازی کرد. او همچنین یکی از تهیه‌کننده‌هایی است که glee را در پیش نویس اولیه خود دارد و آن را مورد توجه نویسنده رایان مورفی قرار داد که آن را در یک مجموعه تلویزیونی اقتباس کرد. موریسون درگیر نشد، اما به عنوان تهیه‌کننده در اولین فصل به دلیل مشارکت وی و کمک به آن در دستیابی صحیح، اعتبار دارد.
در سال ۲۰۰۷، موریسون به عنوان کریس جیمز در بازی رایانه ای Command & Conquer 3: Tiberium Wars ظاهر شد، شخصیتی که به‌طور مکرر در طول مبارزات انتخاباتی GDI با بازیکن در تعامل است. پروژه‌های فیلم او در آن سال شامل Big Stan و The Murder of Princess Diana، یک فیلم تلویزیونی بر اساس کتابی با همین نام نوئل بتام بود. موریسون به تهیه کنندگی تلویزیون Lifetime، یک روزنامه‌نگار آمریکایی به نام ریچل را به تصویر می‌کشد که شاهد تصادف رانندگی است که جان دایانا، پرنسس ولز را گرفت.
در سال ۲۰۰۹، موریسون به صفحه نمایش بزرگ بازگشت و در صحنه افتتاحیه بازی J. J. Abrams 'Star Trek دوباره به عنوان مادر جیمز تی کرک، وینونا ظاهر شد. پس از تمدید قرارداد وی با سریال دکتر هاوس، در دسامبر ۲۰۰۹ اعلام شد موریسون نقش کیت کلر مادر هلن کلر در فیلم احیاگر محدود در برادوی به دست آورده‌است.
2010s
در پاییز سال ۲۰۱۰ موریسون به عنوان ستاره مهمان در قسمت چهارم Chase NBC ظاهر شد. او نقش ایمان، یک مادر فراری را که تبدیل به یک مادر فراری شده بود، بازی کرد که با دختر کوچک خود درگیر یک طعمه کشتار خونین در تگزاس شد. سپس در نقش زوئی که یک معمار است به سریال آشنایی با مادر در فصل ششم پیوست که معشوقهٔ جدید تد بود و به گفتهٔ کریگ توماس بزرگترین زن زندگی تد بود که در سریال آورده بودند. در سال ۲۰۱۱، موریسون در Warrior ظاهر شد، فیلمی در مورد دو برادر فرنگی که وارد یک مسابقات ترکیبی از هنرهای رزمی می‌شوند و مجبور می‌شوند رابطه مبارزاتی خود را با یکدیگر و با پدرشان مقابله کنند. موریسون در نقش همسر جوئل بازی می‌کند، در تلاش است تا خانواده خود را در کنار هم نگه دارد. در اکتبر ۲۰۱۱ موریسون نقش اِما سوان در سریال روزی روزگاری که یک وثیقه گذار و دختر گمشدهٔ سفید برفی و پرنس چارمینگ بود را بدست آورد.
در آوریل سال ۲۰۱۶، موریسون شرکت تولیدی فیلم خود، آپارتمان 3C Productions را با نام آپارتمانی که در زمان حضور در دانشگاه لویولا در شیکاگو با دوستانش به اشتراک گذاشت، راه اندازی کرد. او اولین فیلم بلند خود را با نام sun dogs را تحت این برچسب در تابستان سال ۲۰۱۶ کارگردانی کرد. در دسامبر سال ۲۰۱۷، اعلام شد که نتفلیکس حق پخش جهانی این فیلم را به دست آورده‌است.
در مارس ۲۰۱۷، اعلام شد که موریسون به عنوان نقش استفانی در برادوی از نمایشنامهٔ The End of Longing بازی می‌کند. این اجرا از ۱۸ مه تا ۱ ژوئیه ۲۰۱۷ ادامه داشت.
در تاریخ ۸ مه ۲۰۱۷، موریسون از طریق رسانه‌های اجتماعی اعلام کرد که دیگر در فصل هفتم سریال روزی روزگاری بازی نخواهد کرد ولی خاطر نشان کرد که موافقت کرده به عنوان بازیگر مهمان در یک قسمت بازگردد. که آن قسمت دوم فصل هفتم بود و در اکتبر ۲۰۱۷ پخش شد. با این حال اون در نهایت به قسمت پایانی این سریال هم بازگشت که در ماه مه سال ۲۰۱۸ پخش شد.
موریسون در Amityville: The Awakening as Candice بازی کرد. در ابتدا این فیلم در سال ۲۰۱۴ فیلمبرداری شد، سرانجام در تاریخ ۱۲ اکتبر ۲۰۱۷ با نسخه محدود تئاتری در گوگل پلی منتشر شد. در سال ۲۰۱۷، او اولین کارگردانی فیلم سینمایی خود را با Sun Dogs ساخت و با بازیگرانی چون مایکل آنگارانو، ملیسا بنویست و آلیسون جنی در آن بازی کردند.
در ژوئن ۲۰۱۹ موریسون به بازیگران سریال this is us پیوست. او در فصل چهارم نقش کسیدی شارپ یک الکلی و تفنگدار ایالت متحده آمریکا را بازی می‌کند که با بازگشت به زندگی غیرنظامی خود دست و پنجه نرم می‌کند.

## زندگی شخصی
جنیفر در سال ۲۰۰۴ در سریال دکتر هاوس با جسی اسپنسر آشنا شد و دوستی اش با او آغاز شد. اسپنسر در ۲۳ دسامبر سال ۲۰۰۶ بر روی برج ایفل به جنیفر پیشنهاد ازدواج داد اما آنها در سال ۲۰۰۷ از هم جدا شدند.
در سال ۲۰۰۹ با ستارهٔ سریال prison break آمائوری نولاسکو وارد رابطه شد و این رابطه سه سال دوام داشت اما بالاخره جدا شدند
جنیفر و سباستین استن در سریال روزی روزگاری با هم آشنا شدند و از سال ۲۰۱۲ با هم بودند اما در سال ۲۰۱۳ از همدیگر جدا شدند
جنیفر در سال ۲۰۲۲ با جراردو سلاسکو، بازیگر، ازدواج کرد.

## فیلم‌شناسی

### فیلم
| سال  | نام                        | نقش            | پانویس                                       |
| ---- | -------------------------- | -------------- | -------------------------------------------- |
| ۱۹۹۴ | تقاطع                      | مگان ایستمن    |                                              |
| ۱۹۹۴ | معجزه در خیابان سی و چهارم | دنیس           |                                              |
| ۲۰۰۴ | نجات کریسمس                | میسی ونگلیدر   |                                              |
| ۲۰۰۵ | آقا و خانم اسمیت           | جید            |                                              |
| ۲۰۰۶ | شکوفایی                    | گابریلا وینترز | بازیگر، تهیه‌کننده                            |
| ۲۰۰۷ | استن بزرگ                  | میندی          |                                              |
| ۲۰۰۹ | پیشتازان فضا               | ویونا کرک      | جایزه بهترین بازیگر نقش زن در جشنواره بوستون |
| ۲۰۱۱ | مبارز                      | تس کنلون       |                                              |
| ۲۰۱۲ | ستاره‌هایی در فیلم‌های کوتاه |                |                                              |
| ۲۰۱۳ | بعضی دخترها                | سم             |                                              |
| ۲۰۱۳ | پیشتازان فضا به‌سوی تاریکی  | ویونا کرک      |                                              |
| ۲۰۱۶ | تاریکی                     | جوی کارتر      |                                              |
| ۲۰۱۷ | آمیتیویل: بیداری           | کندیس          |                                              |
| ۲۰۱۷ | سگ‌های خورشید               | ماری           | کارگردان، تهیه‌کننده، بازیگر                  |
| ۲۰۱۸ | ملت ترور                   | مارجی دونکن    |                                              |
| ۲۰۱۸ | همه موجودات زیر اینجا      |                |                                              |
| ۲۰۱۸ | جاده فرعی                  | کلی مرسر       |                                              |
| ۲۰۱۸ | الکس و لیست                | کاترین استرن   |                                              |
| ۲۰۱۸ | پرواز فوق‌العاده            | کارگاه میسون   |                                              |
| ۲۰۱۹ | گزارش                      | کرولاین کراس   |                                              |
| ۲۰۱۹ | بامب‌شل                     | ژولیت هودی     |                                              |

### سریال
| سال        | نام                  | نقش              | پانویس |
| ---------- | -------------------- | ---------------- | --- |
| ۲۰۰۱       | تواریخ               | گون              | |
| ۲۰۰۱       | توسط یک فرشته لمس شد | ملیسا            | قسمت:به احتمال زیاد موفقیت |
| ۲۰۰۱–۲۰۰۲  | نهر داوسون           | ملانی شی تامپسون | ۲ قسمت |
| ۲۰۰۲       | همین روزها           | مندی سینگر       | قسمت:خیلی عمیق |
| ۲۰۰۲       | سالهای تصادفی        | مگان             | قسمت اول |
| ۲۰۰۴–۲۰۱۲  | دکتر هاوس            | آلیسون کامرون    | نامزد - جایزه انجمن صنفی بازیگران صفحه نمایش برای اجرای عالی توسط یک گروه در یک سریال درام (۲۰۰۹) |
| ۲۰۰۹       | تیم سوپر قهرمان      | زن زنبوری        | سه قسمت صداگذاری |
| ۲۰۱۰       | تعقیب                | ایمان افرا       | قسمت:پارانویا |
| ۲۰۱۰–۲۰۱۴  | آشنایی با مادر       | زوئی پیرسون      | ۱۳ قسمت |
| ۲۰۱۱       | پنج                  | شیلا             | بخش:شارلوت |
| ۲۰۱۱–۲۰۱۸  | روزی روزگاری         | اِما سوان         | نقش سوان از فصل اول تا فصل ششم بازیگر مهمان فصل هفتم نامزد جایزهٔ نیکولدین کیدز چویز اواردز برای بازیگر محبوب تلویزیون (۲۰۱۵) نامزد جایزهٔ بازیگر محبوب تلویزیون به انتخاب مردم در بخش فانتزی (۲۰۱۵–۲۰۱۷) نامزد جایزهٔ نیکولدین کیدز چویز اواردز برای سریال محبوب خانوادگی (۲۰۱۶) نامزد جایزهٔ انتخاب نوجوانان برای انتخاب تلویزیون لیپلاک (همراه با کالین اودانهیو) (۲۰۱۵–۲۰۱۷) |
| ۲۰۱۹-اکنون | این ما هستیم         | کسیدی شارپ       | فصل چهارم |

### کارگردانی
| سال  | نام            | پانویس |
| ---- | -------------- | --- |
| ۲۰۱۷ | برچسب‌های اخطار | ShortNomined - جایزه جشنواره فیلم Tribeca برای بهترین داستان کوتاه |
| ۲۰۱۷ | سگهای خورشید   | کارگردان، تهیه‌کننده، ActressWon - جایزه جشنواره فیلم ماموت برای دریافت بهترین جایزه ImageWon - جایزه جشنواره فیلم ماموت برای جایزه بزرگ هیئت داوران Won - جایزه جشنواره فیلم ساوانا برای بهترین فیلم داستانی |
| ۲۰۱۸ | افسانه ای      | سریال تلویزیونی |
| ۲۰۱۹ | سرخوشی         | قسمت ۳:بانی و کلاید |

### موزیک ویدیو
| سال  | نام                                         | هنرمند           | پانویس       |
| ---- | ------------------------------------------- | ---------------- | ------------ |
| ۲۰۰۲ | Too Bad About Your Girl                     | The Donnas       |              |
| ۲۰۰۳ | خفه شو                                      | نیک لچی          |              |
| ۲۰۱۵ | چیزی که من می خوام                          | ویلیام باتلر     |              |
| ۲۰۱۵ | روزهای شیطان (دوباره این کار را انجام دهید) | Wild Wild Horses | فقط کارگردان |

### بازی
| سال  | نام                                | نقش       | پانویس |
| ---- | ---------------------------------- | --------- | ------ |
| ۲۰۰۷ | Command & Conquer 3: Tiberium Wars | کریس جیمز |        |

## تئاتر
| سال  | نام         | نقش     | محل اجرا                     |
| ---- | ----------- | ------- | ---------------------------- |
| ۲۰۱۰ | معجزه کار   | کیت کلر | Circle in the Square Theatre |
| ۲۰۱۷ | پایان تعامل | استفانی | Lucille Lortel Theatre       |